# 瓜歩
瓜歩（かほ）は、中国江蘇省南京市六合区に位置する地名。 南北朝時代の軍事要塞。瓜歩の難という歴史がある。

## 歴史
- 瓜歩の難: 450年、華北統一と漠北経略を成功させた北魏による、南朝宋軍の大破と長江臨江。

　431年以来沈静化していた宋魏の対立は、両者の体制整備が一段落したことで再燃し、南朝宋が蓋呉を冊封したことで先鋭化した。 450年に北魏が淮北を劫略した事で南朝宋でも北伐論が昂揚し、帝意に承旨した王玄謨・袁淑ら貴族系官僚が沈慶之・柳元景ら軍人の強い反対を排して決行した。 
　河南経略を成功させた南朝宋に対し、北魏は冬に百万と号する大軍を南下させて各地で宋軍を大破し、建康対岸の瓜歩に達して宋廷を震撼させ、関中経略を優位に進めていた柳元景にも撤退を余儀なくさせた。 この敗戦で南朝宋は淮北を失って国力を大いに損い、北魏に徹底的に劫掠された淮南の維持も困難となった。

## 周辺
- 仏狸祠
- 瓜歩山